# Erich Koch (Künstler)
Erich Koch  (* 24. März 1924 in Roßbach (Pfalz); † 1. Januar 2014 in München) war ein deutscher Bildhauer und Hochschullehrer.

## Werdegang
Koch stammte aus einer Holz- und Steinbildhauerfamilie. Er besuchte von 1938 bis 1942 die Meisterschule für Handwerker in Kaiserslautern, wo er als Schüler von Otto Rumpf das Handwerk des Bildhauers erlernte. Im Jahre 1942 wurde er zum Kriegsdienst eingezogen. Gegen Ende des Zweiten Weltkriegs geriet er in sowjetische Kriegsgefangenschaft, aus der er erst 1954 zurückkehrte. Im gleichen Jahr begann er ein Kunststudium an der Akademie der Bildenden Künste in München, an der er bei Josef Henselmann Bildhauerei studierte. Nach vier Jahren übernahm Koch dort als Leiter die Werkstätte für Metallbearbeitung innerhalb der Bronzegießerei. 1964 wurde er Lehrer für Erzguss. Von 1975 bis 1990 war er Professor für Bildhauerei an der Münchner Kunstakademie. Erich Koch lebte in Schwabing.

## Werk

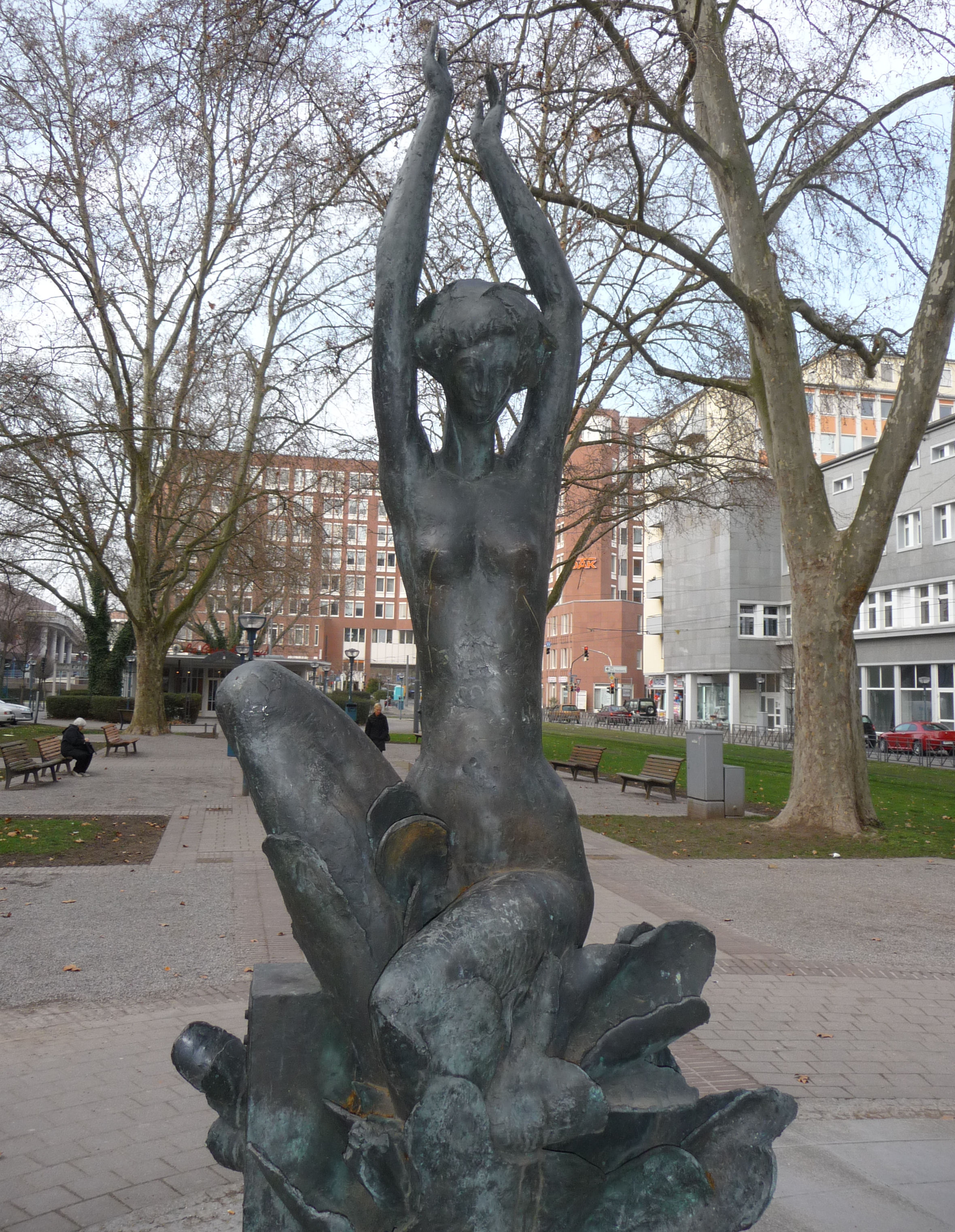
Ludwina, Ludwigshafen am Rhein

Während seiner Studienzeit schuf Erich Koch vor allem Holz- und Steinskulpturen. Seit den 1960er Jahren stehen Metallplastiken, insbesondere aus Bronze, im Zentrum seines künstlerischen Schaffens. Die Darstellung des Menschen ist sein Hauptthema. Dabei spannt sich der Bogen von Porträts über Torsi bis zur Darstellung ganzer Körper. Daneben entstehen auch Tierfiguren. Nach Auffassung des Kunsthistorikers Wolfgang Stolte ist Kochs „Beitrag zur zeitgenössischen Plastik (…) der überzeugende, weil nich dem Vordergründigen der Zeit verhaftete Versuch zu Maß und Ordnung bedingender, innerer Gestaltung“.
Kochs Werke wurden und werden in zahlreichen Ausstellungen gezeigt. Sie sind Bestandteil von öffentlichen und privaten Sammlungen. Außerdem hat Koch auch Plastiken für den öffentlichen Raum geschaffen. Er ist Mitglied mehrerer Künstlervereinigungen, unter anderem der Arbeitsgemeinschaft Pfälzer Künstler, der Pfälzischen Sezession und der Neuen Gruppe in München, deren Präsident er von 1986 bis 1990 war.
Der Bildhauer hat mehrere Kunstpreise erhalten. Im Jahre 1984 wurde ihm in Anerkennung seines künstlerischen Werkes das Bundesverdienstkreuz am Bande verliehen.

## Preise (Auswahl)
- 1962: Pfalzpreis für Plastik
- 1967: Preis der Akademie der Schönen Künste Bayern
- 1972: Seerosenpreis für Bildende Künste der Stadt München
- 1992: Mannlich-Preis des Bundes der Pfalzfreunde in Bayern
- 2011: Kunstpreis der Ike und Berthold Roland-Stiftung

## Schüler
- Jürgen Ebert
- Ernst Grünwald
- Josef Lang
- Martin Schmidt
- Michael Schölß[3]
- Martin Schöneich